# 半月海崖
85°13′S 175°38′W / 85.217°S 175.633°W
半月海崖（英語：Halfmoon Bluff）是南極洲的海崖，位於杜費克海岸，處於布倫納冰川終點以北的沙克爾頓冰川東岸，屬於丘默勒斯山的一部分，現時由南極條約體系管理。